# Protein-Npi-fosfohistidin-šećer fosfotransferaza
Protein-Npi-fosfohistidin-šećer fosfotransferaza (EC 2.7.1.69, glukozna permeaza, PTS permeaza, fosfotransferaza, fosfohistidinoprotein-heksoza, enzim IIl4ac, gen glC protein, gen bglC RNK faktora formiranja, PEP-zavisni fosfotransferazni enzim II, PEP-sugar fosfotransferaza enzim II, fosfoenolpiruvat-sugar fosfotransferazni enzim II, fosfohistidinoprotein-heksozna fosfotransferaza, fosfohistidinoprotein-heksozna fosforiboziltransferaza, fosfoprotein faktor-heksozna phosophotransferaza, farktor formiranja ribonukleinske kiseline, gen glC, saharozna fosfotransferaza sistem II, protein-pi-fosfohistidin:šećer N-pros-fosfotransferaza, protein-pi-fosfohistidin:šećer pi-fosfotransferaza) je enzim sa sistematskim imenom protein-pi-fosfo--histidin:sugar Npi-fosfotransferaza. Ovaj enzim katalizuje sledeću hemijsku reakciju
protein pi-fosfo--histidin + šećer {\displaystyle \rightleftharpoons } [protein]--histidin + šećer fosfat
Proteinski supstrat je fosfo-noseći protein niske molekulske mase (9.5 kDa).

## Literatura
- Nicholas C. Price; Lewis Stevens (1999). Fundamentals of Enzymology: The Cell and Molecular Biology of Catalytic Proteins (Third изд.). USA: Oxford University Press. ISBN 019850229X.
- Eric J. Toone (2006). Advances in Enzymology and Related Areas of Molecular Biology, Protein Evolution (Volume 75 изд.). Wiley-Interscience. ISBN 0471205036.
- Branden C; Tooze J. Introduction to Protein Structure. New York, NY: Garland Publishing. ISBN 0-8153-2305-0.
- Irwin H. Segel. Enzyme Kinetics: Behavior and Analysis of Rapid Equilibrium and Steady-State Enzyme Systems (Book 44 изд.). Wiley Classics Library. ISBN 0471303097.

## Spoljašnje veze
- Protein-Npi-phosphohistidine---sugar+phosphotransferase на 